# Linh Cừ

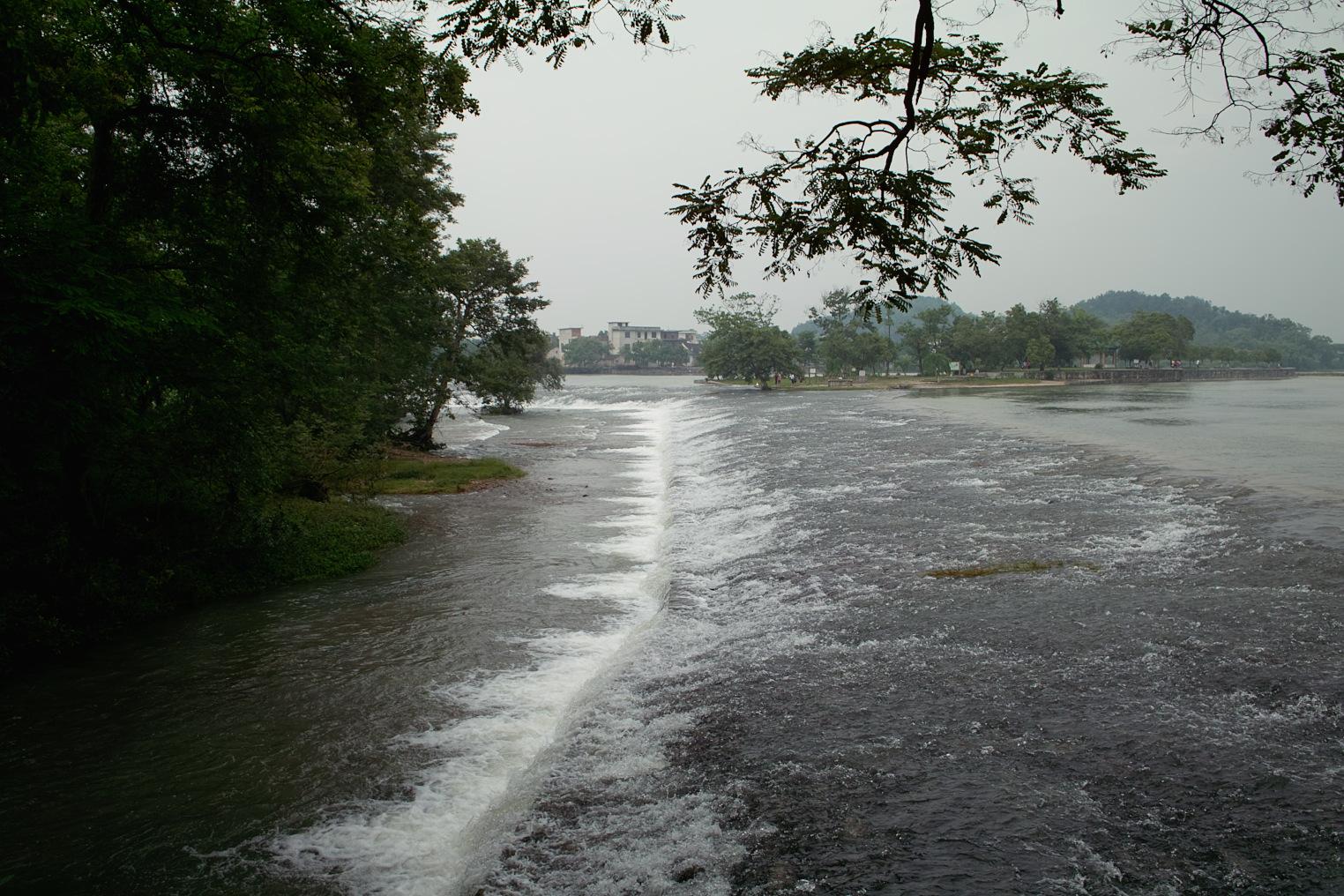
Linh Cừ

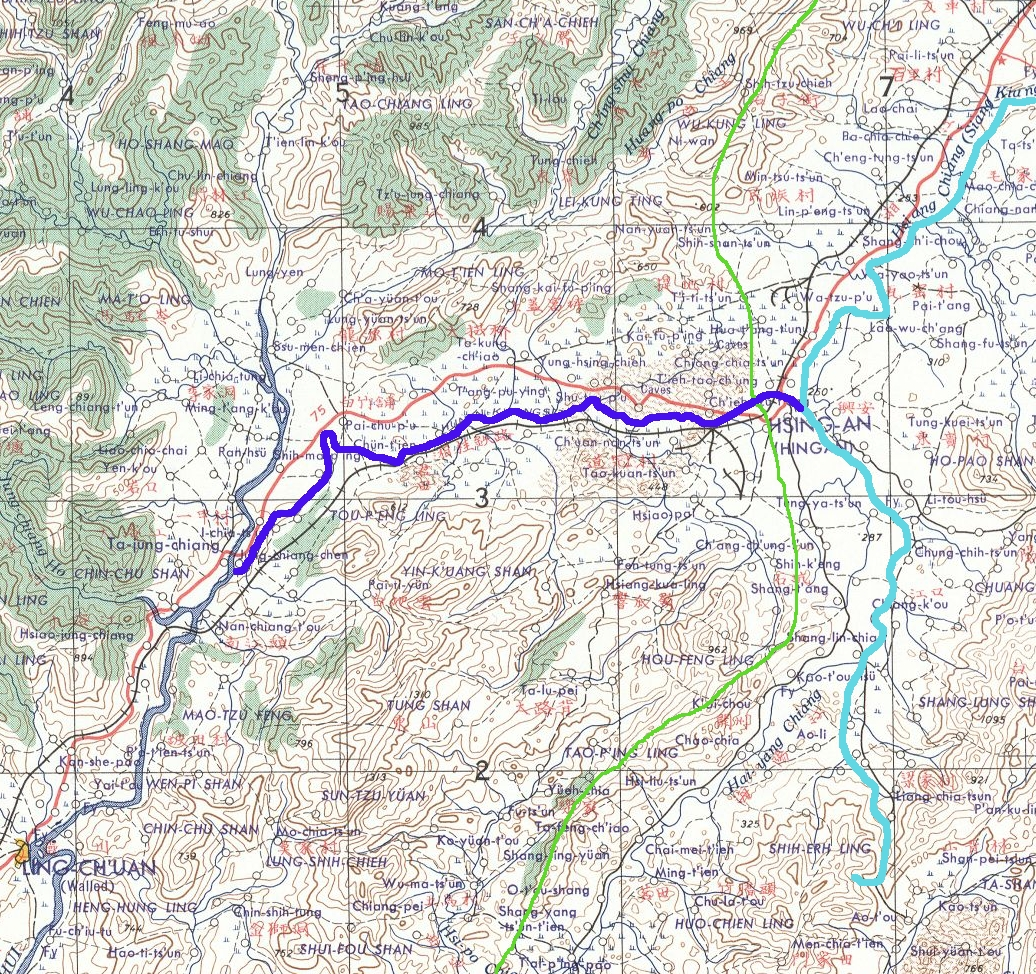
Tuyến đường Linh Cừ (xanh sẫm).

Linh Cừ (giản thể: 灵渠; phồn thể: 靈渠; bính âm: Líng Qú) là một con kênh nằm ở Hưng An, gần Quế Lâm, tây bắc tỉnh Quảng Tây, Trung Quốc. Nó nối Sông Tương chảy về phía bắc sông Dương Tử với Sông Ly chảy về phía nam vào sông Quế Giang và Tây Giang. Do đó, nó là tuyến đường lịch sử nối sông Dương Tử với Châu Giang. Đây là kênh đào lớn đầu tiên trên thế giới nối hai thung lũng sông với nhau và cho phép tàu thuyền đi lại quãng đường 2.000 km từ Bắc Kinh đến Hồng Kông.

## Lịch sử
Vào năm 214 TCN, Tần Thủy Hoàng đã ra lệnh xây dựng một kênh đào nối sông Tương và sông Ly nhằm chiếm đánh Bách Việt trong Chiến tranh Tần-Việt. Người thiết kế kênh đào là một viên quan Ngự sử có tên là Sử Lộc. Đây là kênh đào lâu đời nhất trên thế giới, nhận nước từ sông Tương. Chiều dài của nó là 36,4 km và được trang bị 37 khóa điều chỉnh mực nước cao thấp vào năm 825. Thiết kế của nó cũng giúp tận dụng nguồn nước khi một phần ba lưu lượng nước của sông Tương có thể chuyển hướng qua sông Ly. Nó là điểm tham quan nổi tiếng ở tỉnh Quảng Tây, đồng thời hiện cũng là một Di sản thế giới dự kiến của UNESCO.